# Rebecca Soni
Rebecca Soni (n. 18 martie 1987, Freehold⁠(d), New Jersey, SUA) este o înotătoare americană, medaliată olimpică. A participat la 2 ediții ale Jocurilor Olimpice (2008, 2012) în care a câștigat 3 medalii de aur și 3 medalii de argint.